# Mariano Mastromarino
Mariano Nicolás Mastromarino (né le 15 septembre 1982 à Mar del Plata) est un athlète argentin spécialiste des courses de fond. 

## Biographie

### Palmarès
| Date | Compétition                            | Lieu           | Résultat | Épreuve         | Performance     |
| ---- | -------------------------------------- | -------------- | -------- | --------------- | --------------- |
| 1999 | Championnats d'Amérique du Sud juniors | Concepción     | 2e       | 3 000 m steeple | 9 min 14 s 94   |
| 2000 | Championnats d'Amérique du Sud juniors | São Leopoldo   | 2e       | 3 000 m steeple | 9 min 2 s 00    |
| 2001 | Championnats d'Amérique du Sud juniors | Santa Fe       | 1re      | 3 000 m steeple | 8 min 54 s 51   |
| 2001 | Championnats panaméricains juniors     | Santa Fe       | 1re      | 3 000 m steeple | 8 min 54 s 51   |
| 2003 | Championnats d'Amérique du Sud         | Barquisimeto   | 5e       | 3 000 m steeple | 9 min 16 s 79   |
| 2004 | Championnats d'Amérique du Sud espoirs | Barquisimeto   | 1er      | 3 000 m steeple | 8 min 54 s 92   |
| 2005 | Championnats d'Amérique du Sud         | Cali           | 1er      | 3 000 m steeple | 9 min 2 s 89    |
| 2006 | Championnats d'Amérique du Sud         | Tunja          | 6e       | 3 000 m steeple | 9 min 44 s 62   |
| 2006 | Championnats ibéro-américains          | Ponce          | 6e       | 3 000 m steeple | 8 min 54 s 92   |
| 2007 | Championnats d'Amérique du Sud         | São Paulo      | 6e       | 3 000 m steeple | 9 min 10 s 72   |
| 2008 | Championnats ibéro-américains          | Iquique        | 6e       | 3 000 m steeple | 8 min 59 s 26   |
| 2009 | Championnats d'Amérique du Sud         | Lima           | 3e       | 3 000 m steeple | 8 min 51 s 48   |
| 2010 | Championnats ibéro-américains          | San Fernando   | 9e       | 3 000 m         | 8 min 38 s 62   |
| 2010 | Championnats ibéro-américains          | San Fernando   | 7e       | 3 000 m steeple | 9 min 2 s 62    |
| 2011 | Championnats d'Amérique du Sud         | Buenos Aires   | 3e       | 3 000 m steeple | 8 min 38 s 91   |
| 2011 | Jeux panaméricains                     | Guadalajara    | 10e      | 3 000 m steeple | 9 min 9 s 42    |
| 2012 | Championnats ibéro-américains          | Barquisimeto   | 4e       | 3 000 m steeple | 8 min 59 s 20   |
| 2014 | Jeux sud-américains                    | Santiago       | 3e       | 3 000 m steeple | 8 min 48 s 11   |
| 2015 | Jeux panaméricains                     | Toronto        | 3e       | Marathon        | 2 h 17 min 45 s |
| 2016 | Jeux olympiques                        | Rio de Janeiro | 53e      | Marathon        | 2 h 18 min 44 s |
| 2017 | Championnats d'Amérique du Sud         | Asunción       | 4e       | 5 000 m         | 14 min 25 s 06  |

### Records
| Épreuve         | Performance     | Lieu         | Date          |
| --------------- | --------------- | ------------ | ------------- |
| 3 000 m steeple | 8 min 36 s 75   | Buenos Aires | 2 juin 2012   |
| 5 000 m         | 14 min 23 s 44  | San Carlos   | 6 avril 2014  |
| 10 000 m        | 29 min 34 s 57  | Buenos Aires | 25 mars 2015  |
| Marathon        | 2 h 15 min 27 s | Rotterdam    | 10 avril 2016 |